# Liz Diamond
Liz Diamond (* 1927 in New York City; † 21. Januar 2006 ebenda) war eine US-amerikanische Jazzsängerin und -gitarristin.

## Biographie
Liz Diamond war eine der bekanntesten lokalen New Yorker Jazzsänger und trat vornehmlich in den beiden renommierten Jazzclubs Yaffa Cafe on St. Mark’s und The C Note im East Village auf. Sie arbeitete auch mit Art Blakey, Charles Mingus und Paul Quinichette. Die immer weißhaarige Diamond war eine feste Größe bei den Jazz-Festivals im Tompkins Square Park und ebenso als Sängerin in der St. Peter’s Church auf der Lexington Avenue und der St. Mark’s Church-in-the-Bowery zu hören.
Im Jahr 2000 hat sie das Album Yesterdays aufgenommen.